# Torres Novas

Torres Novas läge i Portugal

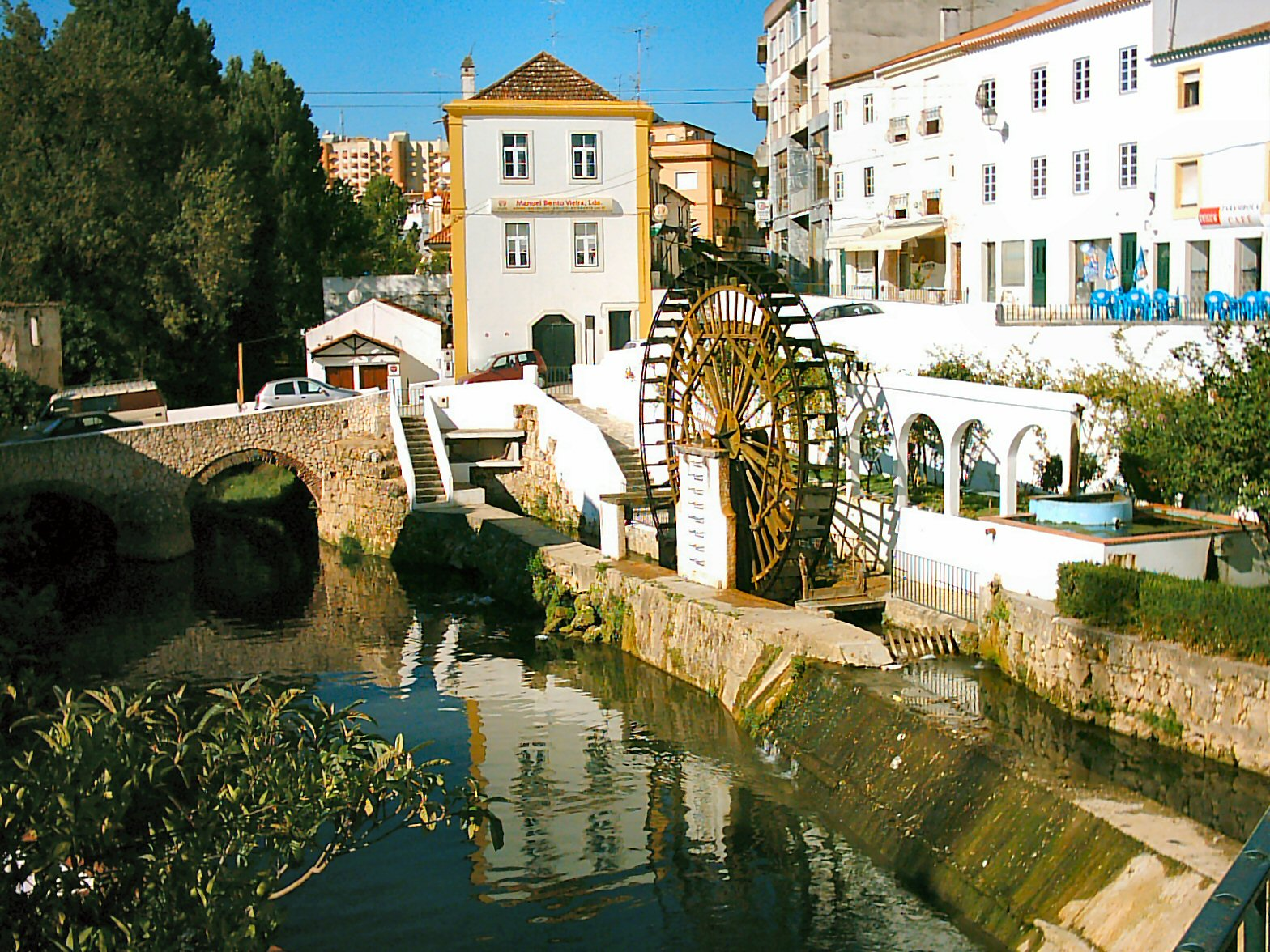
Torres Novas

Torres Novas är en stad och kommun i den centrala delen av Portugal. Den ligger i distriktet Santarém i Mellersta Portugal. Kommunen hade 35 587 invånare (2015) på en areal av 270 kvadratkilometer.
Torres Novas är indelat i tio freguesias:

- Assentiz
- Brogueira, Parceiros de Igreja e Alcorochel
- Chancelaria
- Meia Via
- Olaia e Paço
- Pedrógão
- Riachos
- Santa Maria, Salvador e Santiago
- São Pedro, Lapas e Ribeira Branca
- Zibreira